# Britt Strandberg
Britt Strandberg, numera Britt Lundén, född 31 mars 1934 i Hennan, är en svensk före detta längdskidåkare. Hon ingick i Sveriges stafettlag som tog guld i OS 1960 i Squaw Valley tillsammans med Irma Johansson och Sonja Edström-Ruthström. Britt Strandberg tog även silver i OS 1964 i Innsbruck och silver i OS 1968 i Grenoble.
Britt Strandberg ingick även i Sveriges stafettlag som vann silver i VM 1962 i Zakopane och brons i VM 1966 i Oslo.
Britt Strandberg tävlade aldrig som junior och gjorde skiddebut först som senior, men hon fortsatte att tävla på högsta nivå tills hon var 34 år.

### Fotnoter
1. ↑  Jan Sundström. ”Gävlebon Britt Lundén tog OS-guld 1960 med stafettlaget i Squaw Valley”. Arbetarbladet. https://www.arbetarbladet.se/artikel/gavlebon-britt-lunden-tog-os-guld-1960-med-stafettlaget-i-squaw-valley. Läst 25 april 2019.
2. ↑  Jan-Erik Larsson (17 november 2010). ”Skiddrottningen fyller 80 år”. Norrländska socialdemokraten. http://www.nsd.se/nyheter/kalix/?articleid=5788278. Läst 8 februari 2016.
3. ↑  ”Britt Lundén, SOK medaljdatabas”. https://sok.se/idrottare/idrottare/b/britt-lunden.html. Läst 25 april 2019.